# Alder Torres
Pour les articles homonymes, voir Torres.
Torres  Yumán est un nom espagnol. Le premier nom de famille, en général paternel, est Torres ; le second, en général maternel, souvent omis, est Yumán.
Alder Torres Yumán, né le 15 mars 1990 à Guatemala, est un coureur cycliste guatémaltèque.

## Palmarès
- 2009
  - 5e étape de la Vuelta de la Juventud Guatemala
- 2011
  - 3e et 4e étapes de la Vuelta de la Juventud Guatemala
  - 4e étape du Tour du Costa Rica
  -  Médaillé d'argent du championnat d'Amérique centrale sur route
  - 3e du championnat du Guatemala sur route espoirs
- 2012
  -  Champion du Guatemala sur route espoirs
  -  Champion du Guatemala du contre-la-montre espoirs
  - 4e étape du Tour du Guatemala (contre-la-montre)
  - Vuelta de la Juventud Guatemala :
    - Classement général
    - 2e étape

  - 2e du championnat du Guatemala sur route
  - 3e du championnat du Guatemala du contre-la-montre
- 2013
  - 2e du championnat du Guatemala du contre-la-montre
- 2014
  - 2e de la Vuelta al Mundo Maya
  - 3e du championnat du Guatemala du contre-la-montre
- 2015
  - 2e étape du Tour du Guatemala
  - 2e du championnat du Guatemala du contre-la-montre
- 2016
  - 1re étape du Tour du Guatemala
- 2017
  - 4e étape du Tour du Guatemala
  - 2e étape de la Vuelta a Chiriquí
  - 2e du championnat du Guatemala du contre-la-montre par équipes
  - 3e de la Holy Saturday Cross Country Cycling Classic
  - 3e du Tour du Guatemala
- 2018
  - 10e étape du Tour du Guatemala
- 2019
  - 2e du championnat du Guatemala du contre-la-montre par équipes
- 2021
  -  Champion du Guatemala de l'américaine (avec Julio Padilla)
- 2023
  - 9e étape du Tour du Guatemala
  -  Médaillé de bronze du championnat d'Amérique Centrale sur route

## Classements mondiaux
| Année                                 | 2012 | 2013 | 2014 | 2015 | 2016  | 2017  | 2018  | 2019  | 2020 | 2021  | 2022 | 2023  | 2024  |
| ------------------------------------- | ---- | ---- | ---- | ---- | ----- | ----- | ----- | ----- | ---- | ----- | ---- | ----- | ----- |
| Classement mondial                    |      |      |      |      | 1677e | 1265e | 1311e | 1245e | nc   | 2123e | nc   | 1609e | 2624e |
| UCI America Tour                      | 118e | 117e | 351e | 200e | 236e  | 105e  | 120e  | 172e  | nc   | 354e  | nc   | nc    | nc    |
|                                       |      |      |      |      |       |       |       |       |      |       |      |       |       |
| Légende : nc = non classéSource : UCI |      |      |      |      |       |       |       |       |      |       |      |       |       |